# Phare de Bernāti
Le phare de  Bernāti (en letton :  Bernātu bāka) est un phare actif qui est situé dans la municipalité de Nīca, sur le littoral de la mer Baltique, dans la région de Kurzeme en Lettonie.

## Histoire
Ce phare moderne a été érigé en 1962 sur un promontoire, proche de Bernāti, à environ 11 km au sud de Liepaja.

## Description
Le phare est une tour carrée métallique à claire-voie de 21 mètres de haut, avec galerie et lanterne. Sa moitié supérieure est recouverte de lattes de bois peintes en rouge servant de balise de jour. Son feu isophase émet à une hauteur focale de 41 mètres, un long éclat blanc toutes les 4 secondes. Sa portée nominale est de 15 milles nautiques (environ 28 km).
Identifiant : ARLHS : LAT-003 - Amirauté : C-3390 - NGA : 12056 - Numéro Lettonie : UZ-885 .

## Caractéristique duFeu maritime
Fréquence : 4 secondes (W)
- Lumière : 2 secondes
- Obscurité : 2 secondes

|          |
| Lettonie |

|          |
| Le phare |

### Lien connexe
- Liste des phares de Lettonie